# Tomosvaryella falkovitshi
Tomosvaryella falkovitshi är en tvåvingeart som beskrevs av Kuznetzov 1993. Tomosvaryella falkovitshi ingår i släktet Tomosvaryella och familjen ögonflugor.
Artens utbredningsområde är Uzbekistan. Inga underarter finns listade i Catalogue of Life.